# コランタン・ジャン
コランタン・ジャン（Corentin Jean、1995年7月15日 - ）は、フランス・ブロワ出身のプロサッカー選手。メジャーリーグサッカー・インテル・マイアミ所属。ポジションはフォワード。

## 経歴

### クラブ
いくつかのチームを経て、2010年にトロワACの下部組織に入団。2012年11月29日、クープ・ドゥ・ラ・リーグのスタッド・レンヌ戦でトップチームデビュー。同試合でプロ初ゴールもマーク。
2015年7月2日、ASモナコに移籍。初年度はレンタルの形でトロワACに残留した。
2017年1月23日、トゥールーズFCにシーズンの終わりまでレンタル移籍。買い取りオプションは付いていなかったが、数週間のクラブ間交渉を経て2017年7月3日に移籍金350万ユーロでトゥールーズに完全移籍、4年契約にサインした。

### 代表
各年代でフランス代表に選出されている。